# Большое Уральское кольцо
Большо́е Ура́льское кольцо́ (Большо́е кольцо́ Ура́ла) — многодневный туристский маршрут на Среднем Урале в Свердловской области и Пермском крае.

## Маршрут
Маршрут проходит по двум регионам, находящимся по разные стороны Уральского хребта:
- Свердловская область: Екатеринбург, Невьянск, Нижний Тагил, Качканар
- Пермский край: Граница между Европой и Азией (Промысла), Чусовой, Соликамск, Чердынь, Ныроб, Усолье, Пермь

| №  | Место                         | Визитная карточка                         |                                  | Описание |
| -- | ----------------------------- | ----------------------------------------- | -------------------------------- | --- |
| 1  | Екатеринбург                  | Дом Севастьянова                          | Дом Харитонова                   | Город основан по указу Петра Первого в 1723 как крупный металлургический центр по производству железа, и получил своё название в честь императрицы Екатерины Первой. В Екатеринбурге сохранилось множество строений XVIII—XIX веков, многие из которых входят в список Объект культурного наследия России. В городе множество музеев. На месте, где сегодня стоит Храм на Крови до 1977 года существовал печально известный особняк Ипатьева, в котором произошёл расстрел семьи последнего из русских монархов. |
| 2  | Невьянск                      | Невьянская башня                          | Спасо-Преображенский собор       | Город основан по указу Петра I в 1701 году в связи со строительством чугуноплавильного и железоплавильного заводов. Двумя наиболее популярными архитектурными достопримечательностями города являются Невьянская башня и Спасо-Преображенский собор (разрушен в 1930-х и восстановлен к 2003 году) |
| 3  | Нижний Тагил                  | Лисья гора                                | Завод-музей                      | Нижний Тагил — один из главных металлургических и оружейных центров России. Город образован из двух металлургических заводов в 1722: Тагильского и Выйского. Был основан семьёй Демидовых по указу царя Петра Первого. с момента выплавки первого чугуна на Выйском заводе. В историко-краеведческом музее, старейшем на Урале (существует с 1840 года), можно познакомиться с деятельностью горнозаводчиков Демидовых и историей горнозаводского дела. Главная достопримечательность города — это его история, история горного дела. |
| 4  | Качканар                      | Вид на город с горы Качканар              | Буддийский храм на горе Качканар | Первые поселения на территории нынешнего Качканарского городского округа — приисковые посёлки, возникшие в конце XIX века в связи с активной добычей драгоценных золота и платины. |
| 5  | Граница между Европой и Азией | Стела близ посёлка Промысла               |                                  | На всём протяжении Уральских гор существует немало отметок границы между Европой и Азией. Одним из самых посещаемых мест на границе двух частей света является обелиск в паре километров от посёлка Промысла, недалеко от Качканара. Легкодоступность обусловлена близостью к трассе. От белой скульптуры прямо на асфальте проведена разделительная линия между Азией и Европой. |
| 6  | Чусовой                       | Этнографический парк истории реки Чусовой |                                  | Годом основания города принято считать 1878, когда завершилось строительство Горнозаводской железной дороги, однако, история этих мест начинается тремя столетиями раньше. На землях, пожалованных Иваном IV промышленникам Строгановым, в 1568 году выше устья реки Чусовой на левом берегу был основан Чусовской городок, впоследствии названный Нижний Чусовской городок. Город Чусовой известен благодаря нескольким музеям, наибольшее значение из которых имеет Музей похода Ермака, расположенный на территории большого этнографического парка, находящийся в пригороде. По преданию, именно отсюда началось путешествие Ермака Тимофеевича в Сибирь. |
| 7  | Соликамск                     | Богоявленская церковь                     | Троицкий собор                   | В XVII—XVIII веках город носил название «Соляная столица Российского государства», здесь добывалось 70 % всей соли в стране. Город богат на памятники истории и архитектуры: Троицкий собор, Крестовоздвиженский собор, Колокольня, Воскресенско-Рождественская церковь, Дом воеводы, Богоявленская церковь, Преображенская церковь, Введенская церковь, Архангельская церковь, Спасская церковь, Церковь Жён-Мироносиц, Троицкий монастырь, Иоанно-Предтеченская церковь. |
| 8  | Чердынь                       | Троицкое городище                         | Воскресенский Собор              | Самый древний город Прикамья с богатой историей. В XV—XVII веках Чердынь была административным, торговым, военным, ремесленным и религиозным центром Перми Великой (средневекового княжества коми-пермяков). Большинство чердынских достопримечательностей находится в районе Троицкого холма на высоком берегу Колвы. |
| 9  | Ныроб                         | Никольская церковь                        | Место над ямой М. Н. Романова    | Ныроб является местом ссылки двух известных личностей. Печально известен, как место заточения и мученической смерти Михаила Никитича Романова — дяди первого царя из династии Романовых. В 1705 году в посёлке закончена Никольска церковь, которая относится к объектам культурного наследия России. |
| 10 | Усолье                        | Спасо-Преображенский Собор                | Церковь Св. Николая              | Город основан в 1606 году как центр солеварения. Усолье практически не сохранилось в первозданном виде: в 1954 году, в связи с образованием Камской ГЭС, его перенесли на гору Камень. С 2018 года входит в состав муниципального образования (городской округ) город Березники, хотя в 1940 году город Усолье был выведен за городскую черту Березников. |
| 11 | Пермь                         | Особняк Мешкова                           | Вознесенская церковь             | Датой основания Перми считается начало строительства Егошихинского медеплавильного завода в 1723 году. Название город получил в 1780 году по указу Екатерины II от своего титула «княгини Пермской», в котором указывалось что возникающий из завода губернский город должен будет стать административным центром создаваемого Пермского наместничества. Пермь богата на памятники архитектуры, которые можно посетить по туристическим маршрутам: зелёная линия и красная линия. |